# Azərbaycan Dəmir Yolları

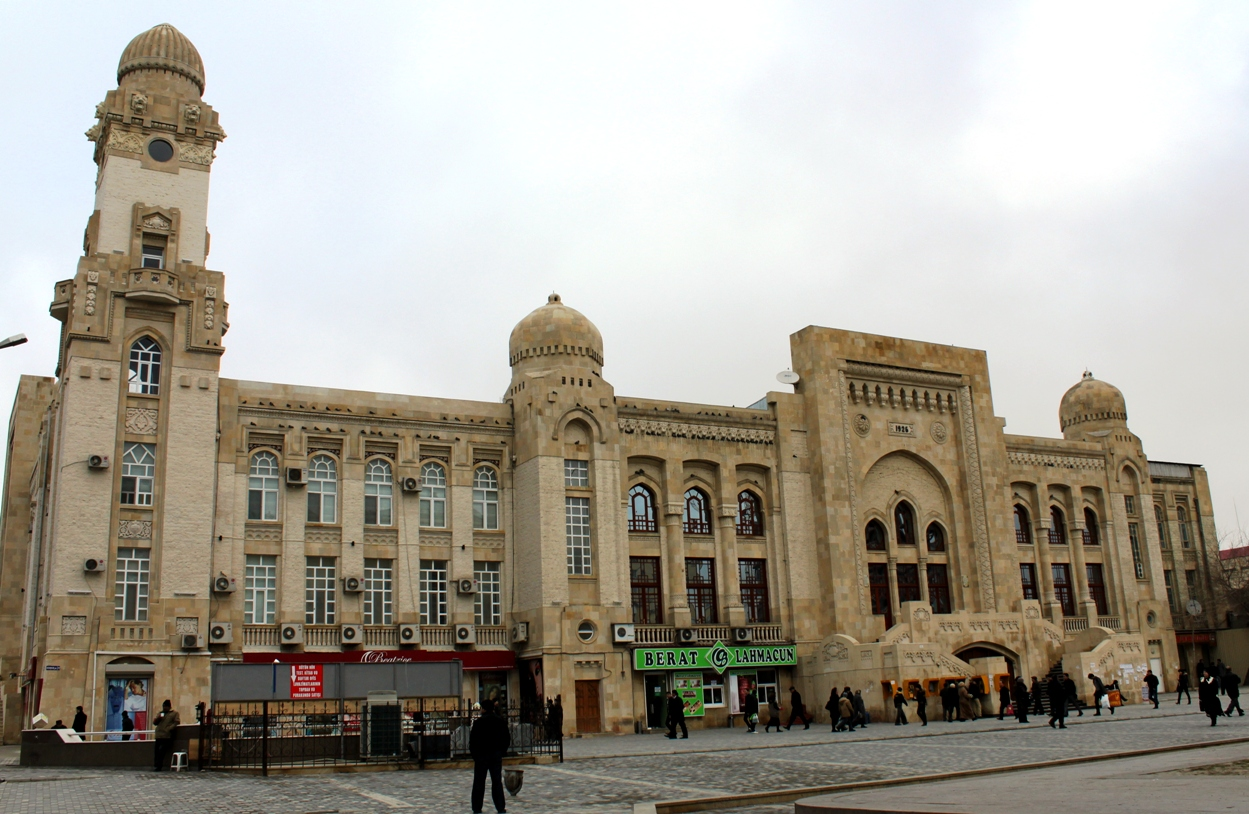
Hauptverwaltung der Aserbaidschanischen Eisenbahn in Baku

Aserbaidschan Demir Yollari (aserbaidschanisch Azərbaycan Dəmir Yolları QSC (ADY), russisch ЗАО Азербайджанские железные дороги, englisch Azerbaijan Railways CJSC, deutsch Aserbaidschanische Eisenbahnen GAG) ist die Staatsbahn Aserbaidschans mit Sitz in Baku.

## Geschichte
Bis zur Auflösung der Sowjetunion im Jahre 1991 gehörte die Eisenbahn in Aserbaidschan zur Transkaukasischen Eisenbahn der Sowjetischen Eisenbahnen (SŽD). 1995 wurde die nationale Eisenbahngesellschaft Azərbaycan Dövlət Dəmir Yolu (ADDY) (Aserbaidschanische Staatseisenbahn) eingerichtet, die zum 20. Juli 2009 in die heutige Organisationsform einer geschlossenen Aktiengesellschaft mit dem Namen Azərbaycan Dəmir Yolları QSC überführt wurde.

## Kennziffern
Das Unternehmen beförderte 2017 knapp 2,5 Mio. Reisende und 14,6 Mio. t Güter. Die Bedeutung des Eisenbahnverkehrs in Aserbeidschan ist gering: nur 0,1 % des Personen- und 7 % des Güterverkehrs werden auf der Schiene abgewickelt.
2017 beschäftigte die ADY rund 7500 Mitarbeiter.

## Infrastruktur

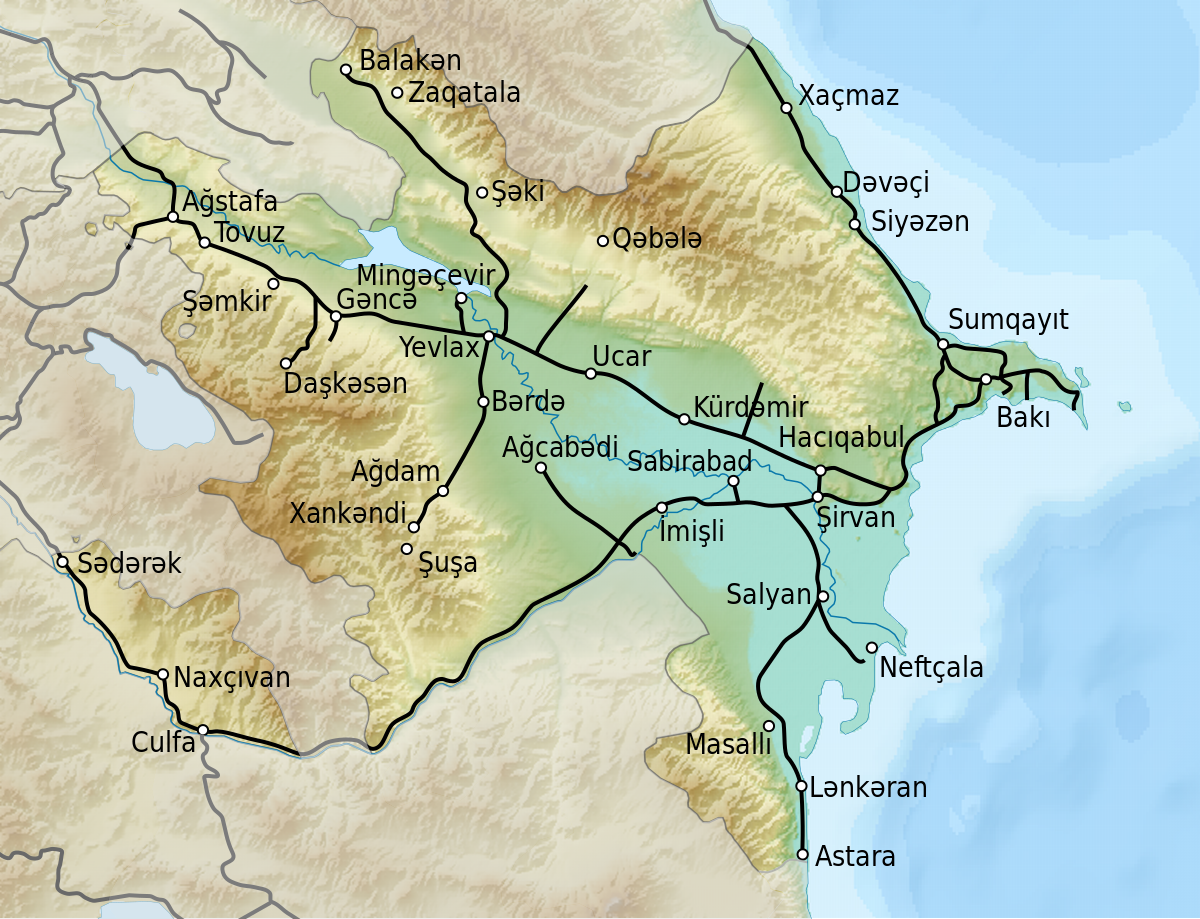
Streckennetz 2010

Das Streckennetz der ADY umfasst etwa 2910 km und ist in russischer Breitspur gebaut. 802 km sind zweigleisig, 1528 km mit einer technischen Zugsicherung ausgerüstet.
1241 km des Netzes sind mit 3000 Volt Gleichstrom elektrifiziert. Die Umstellung auf Wechselstrom wird 2020 vorbereitet. Dazu mussten 768 km Oberleitung angepasst 12 neue Unterwerke errichtet werden.
Am 20. Januar 2022 nahm ein neues Bahnbetriebswerk in Gəncə die Arbeit auf.
Hochgeschwindigkeitsnetze sind nicht vorhanden.

## Fahrzeuge

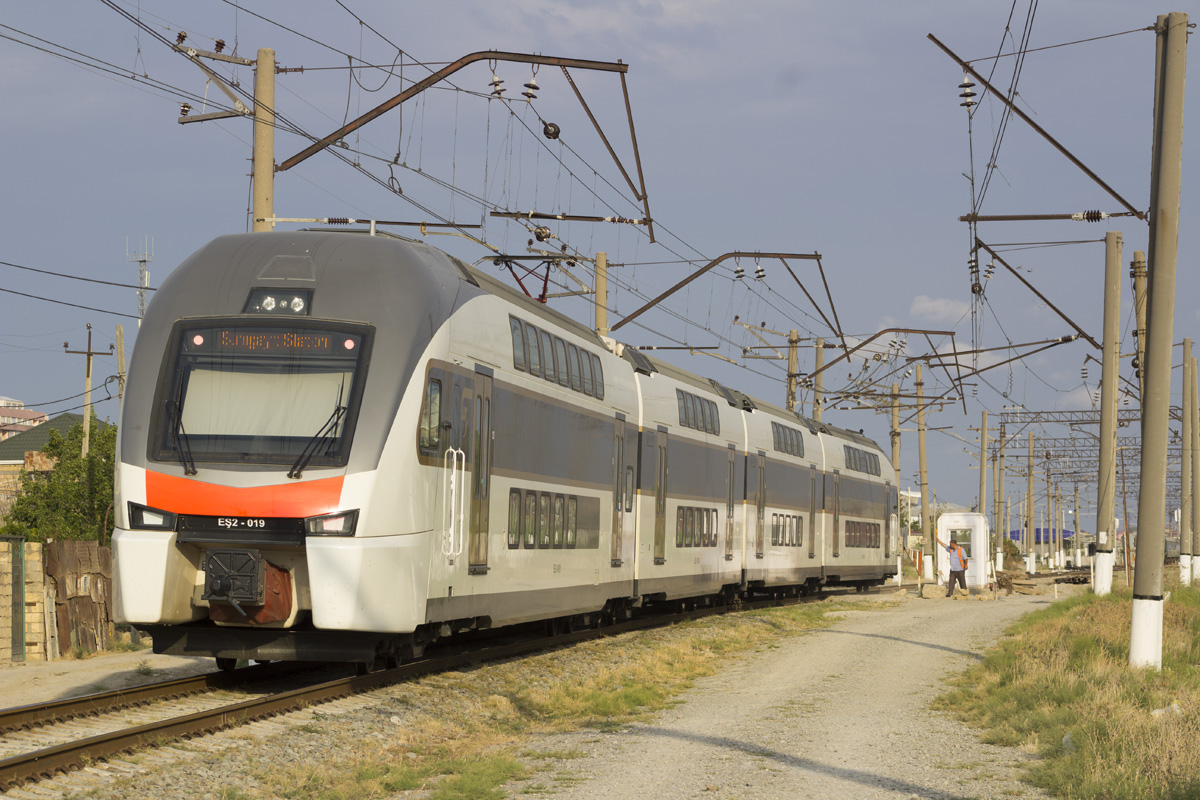
Doppelstockzug (EȘ2) für den Fernverkehr

2016 besaß die Aserbaidschanische Eisenbahn 153 Diesellokomotiven, 94 Elektrolokomotiven und 27 elektrische Triebzüge, weiter 214 Personenwagen und 13.649 Güterwagen.
2020 waren 90 % der Lokomotiven Elektrolokomotiven. Im Zuge der Umstellung der Stromversorgung auf Wechselstrom wurden 40 neue Elektrolokomotiven für den Güterverkehr (Baureihe: T8 AZ8A) und 10 für den Personenverkehr beschafft.
2022 waren eine Reihe von Doppelstock-Elektrotriebwagen, die auf der KISS-Platform von Stadler Rail basieren, beschafft worden. Sie wurden in zwei Ausführungen, eine für den Fernverkehr und eine für den Nahverkehr, geliefert. Beide bestehen jeweils aus vierteiligen Fahrzeugen, haben Klimaanlage und WLAN.
- Die Fernverkehrsfahrzeuge haben 396 Plätze in drei Klassen (1st, Business und Standard). Fahrgäste ohne Sitzplatz sind nicht zugelassen. In den beiden oberen Klassen ist Service am Platz eingeschlossen. Die Züge verkehren derzeit auf der Linie zwischen Baku und Gəncə, geplant ist eine Verbindung zwischen Baku und Qəbələ.
- Die Nahverkehrsfahrzeuge führen nur die Business- und Standardklasse. Hier ist ein kompletter Wagen für stehende Fahrgäste vorgesehen. Diese Züge fassen 919 Fahrgäste. Sie verkehren derzeit auf der Linie zwischen Baku und Sumqayıt.[9]

## Verkehr

### Güterverkehr

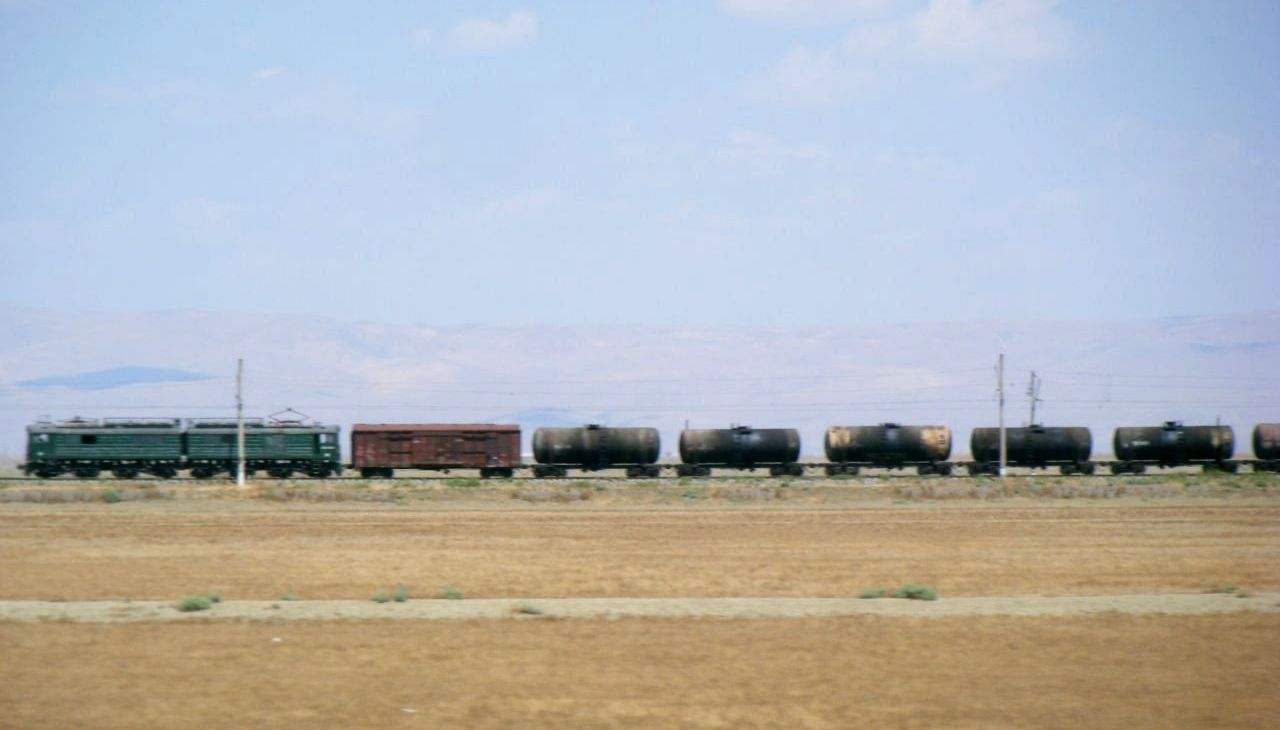
Ölzug

Im Güterverkehr dominiert der Öltransport von Baku zu den georgischen Häfen Batumi und Poti am Schwarzen Meer. Beim Güterverkehr beträgt der Importverkehr 30 % und der Transitverkehr 25 %. Der wichtigste Grenzbahnhof ist Beük-Kasik an der Grenze zu Georgien, wo 80 % des grenzüberschreitenden Güterverkehrs abgewickelt wird. Der Verkehr mit Russland läuft über den Grenzbahnhof Jalama. Nach Tadschikistan und Kasachstan besteht eine Eisenbahnfährverbindung über das Kaspische Meer. Der Grenzbahnhof Astara zum Iran hat derzeit noch geringe Bedeutung, da die Anschlussstrecke im Iran noch nicht fertiggestellt ist. 

### Personenverkehr
Die Grenzübergänge Beük-Kasik und Jalama sind auch für den Personenverkehr geöffnet. Außerdem ist eine Verbindung über Georgien in die Türkei geplant. 

## Projekte
Eine Strecke von Ləki an der Bahnstrecke Baku–Beük-Kasik nach Qəbələ befindet sich im Bau und sollte Anfang 2021 in Betrieb gehen. Die aufwändige Bergstrecke erfordert den Bau von sechs Tunnel und sieben Brücken. Sie wird elektrifiziert. Durchgehende Personenzüge nach Baku sind geplant. Außer dem Endbahnhof Qəbələ wird es unterwegs noch einen Haltepunkt, Agdasch, geben.
Mit dem zweigleisigen Wiederaufbau der nach Jahren der Nichtnutzung verfallenen, eingleisigen Bahnstrecke zwischen Karadaq und Qüzdek  soll die Umgehungsbahn von Baku und der Nord-Süd-Güterverkehr (künftig etwa auch Russland–Iran) gestärkt werden. Sie hat eine Länge von 36 km. Zusammen mit Anschlüssen sollen insgesamt etwa 80 km Gleis verlegt werden. 63 Ingenieurbauten sind erforderlich, darunter auch zwei Bahnhöfe.